# 水野麻里
水野 麻里（みずの まり、1959年4月3日 - ）は、日本の作家、エッセイスト。

## 略歴
- 1959年4月3日愛知県名古屋市で生まれる。
- 大学卒業後、放送作家として「元気がでるテレビ」（日本テレビ）「オールナイトニッポン」（ニッポン放送）などの番組の企画構成に携わる一方で、小説・エッセイの執筆活動を開始する。
- 2003年10月より翌4月までラジオ日本｢水野麻里のトークラジオ日本｣のパーソナリティーを務める。
- 2014年～現在、FM熱海湯河原にて「まりまりホタルの夢見る頃は過ぎたけどさ」のパーソナリティを務めている。
- 日本脚本家連盟主催のフリーライターズスクールの非常勤講師、投稿誌『ＴＩＬＬ』の短編小説部門の選者を務めたのち、湯河原町教育委員会・町立図書館主催「エッセイ・小説の書き方」セミナーの講師、2000年より静岡県函南町教育委員会主催、生涯教育セミナー｢エッセイ実践講座｣の講師を10年間務める。
- NHK文化センター静岡教室「作家が教えるエッセイの書き方講座」の講師を経て、現在SBS学苑「プロの書き技～作家に学ぶ短編小説のコツ～」講師。
- 真鶴町教育委員会｢しおかぜセミナー｣他、名古屋広告デザイン専門学校、岐阜女子大学、清泉女子学園など“女性の行き方”に関する講演多数。
- 2003年3月、大阪府立高校の国語科入試問題に著書『できることからはじめてみよう』が採用される。
- 著書に『セカンド・ヴァージン症候群』(講談社)等。
- 日本脚本家連盟放送作家組合会員。
- 神奈川県在住。

## 制作
- 世に言われている現代の若い女性の性と人生観、その揺れ動く彼女たちの実像を提示した｢セカンド・ヴァージン｣現象の火付け役。
- “当時”の若い女性たちの実像を浮き彫りにした著書『セカンド・ヴァージン症候群』(講談社)はベストセラーと同時に流行語にもなり『イミダス』『知恵蔵』に掲載される。
- 女性の生き方、おんなの性を問う一般向けエッセイ、小説の他、ジュニア小説でも新分野を確立。多くの女子中・高生の支持を受ける。
- 著書は『結婚しても恋をしてしまうことについて』（青春出版社）『しあわせ上手になるための50のヒント』（大和書房）など50冊を超える。
- 『姉妹の旋律』などの講談社Ｘ文庫ホワイトハートシリーズ、全11巻、及び『もう少し彼の愛がわかる本』（青春出版社）が、中国語に翻訳され台湾・香港にて出版され話題を呼ぶ。
- エッセイの書き方講座の講師の経験を生かした実用エッセイ『プロの書き技』上梓をきっかけに、当サイトにて「エッセイネット塾」を開催中。

## 著書
- 『放課後アイドルクラブ』 (徳間文庫. パステルシリーズ) 1989.7
- 『恋愛幻想』(講談社X文庫. White heart) 1991.12
- 『姉妹の旋律』 (講談社X文庫. White heart) 1991.5
- 『コンプレックス』 (講談社X文庫. White heart) 1992.11
- 『セカンド・アニバーサリー』(講談社X文庫. White heart) 1992.2
- 『女友達と嘘』 (講談社X文庫. White heart) 1992.4
- 『セカンド・ヴァージン症候群』講談社, 1992.4　のち文庫
- 『抱かれることの予感 恋が愛に変わるとき』青春出版社, 1992.6 のち文庫
- 『理想の結婚』 (講談社X文庫. White heart) 1992.7
- 『彼が優しい理由 (講談社X文庫. White heart) 1992.9
- 『愛してるという嘘』 (ドンナ・コレクションズ) 扶桑社, 1993.11
- 『傷つかない失恋』 (講談社X文庫. White heart) 1993.12
- 『ヴァージンの行方』学習研究社, 1993.2 のち扶桑社文庫
- 『切なすぎる夜』 (講談社X文庫. White heart) 1993.2
- 『シンプル・レイプ』(講談社X文庫. White heart) 1993.4
- 『涙の乾くまで』(講談社X文庫. White heart) 1993.7
- 『賢い女は結婚上手』講談社, 1993.7
- 『元気をあげる! 自分らしい愛の探し方』学習研究社, 1993.9
- 『もう少し彼の愛がわかる本 やってはいけない事に気づかない自分へ』青春出版社, 1994.11　のち文庫
- 『男が結婚したい理由』(ドンナ・コレクションズ) 扶桑社, 1994.5
- 『君の肩越しに拡がる世界をみつめてる』ソニー・マガジンズ, 1995.10
- 『土俵に棲む女』 (集英社文庫) 1995.5
- 『愛より重く 土俵に棲む女』 (集英社文庫) 1995.11
- 『銀色の瞬間』ソニー・マガジンズ, 1995.2
- 『銀色の瞬間 2 (あの日の翔を探して)』ソニー・マガジンズ, 1995.6
- 『カジュアル離婚ナチュラル不倫』講談社, 1996.11
- 『運命の一人に出逢う本 優しい恋で失うもの、燃える愛でつかむもの』青春出版社, 1996.12
- 『考える女 結婚しても恋をしてしまうことについて』主婦と生活社, 1996.3  「結婚しても恋をしてしまうことについて」(青春文庫)
- 『傷つくのは信じたいから』(Santen books) 三天書房, 1996.3
- 『堕天使たちの宴』ハローケイエンターテインメント, 1996.7
- 『彼らと結婚と私』(扶桑社文庫) 1996.7
- 『彼とsexしない理由』角川春樹事務所, 1997.12
- 『都合のいい結婚』 (徳間文庫) 1997.9
- 『できることからはじめてみよう 自分を変える50の小さなヒント』大和書房, 1998.12
- 『その愛待った 恋に勝つためのスーパー・バイブル』小学館文庫 1998.3
- 『彼と暮らしてわかること 迷い子たちの愛とセックスと結婚』青春出版社, 1998.4
- 『闇にひそむ声』書下ろし長篇サイコ・サスペンス (ケイブンシャノベルス 勁文社, 1998.7
- 『超・国盗り物語』双葉社, 1999.7
- 『30歳はセカンド・バースディ 大人の女の迷い方・見つめ方・羽ばたき方』青春出版社, 2000.8
- 『恋の温度差 心の距離はどうしたら縮まるか』青春出版社, 2001.3
- 『「立ち直り上手」になるための50のヒント 今日の憂鬱とさよならする方法』大和書房, 2001.4
- 『都合のいい男の育て方 新しい二人の関係を作る10のステップ』双葉社, 2001.4
- 『「しあわせ上手」になるための50のヒント』大和書房, 2003.3
- 『プロの書き技 水野麻里の実践エッセイ講座』新風舎, 2004.6
- 『中高年からの最短作家修業』扶桑社, 2008.3
- 『「魔法の1行」が書ける本』三笠書房 (王様文庫 2012.9